# トーマス・ラッキー
トーマス・ラッキー （Thomas Donnell Luckey、1919年5月15日 - 2014年3月17日）は、アメリカ合衆国の生化学者。仮説放射線ホルミシスの提唱者。

## 経歴
ワイオミング州キャスパー生まれ。1941年コロラド州立大学で学士（化学）。1944年ウィスコンシン大学で理学修士（生化学/栄養学）。1946年動物のための食餌抗生物質の使用に関する研究により同大学博士号を取得。
1946年‐1954年、ノートルダム大学助教授、准教授。1954年‐1968年、ミズーリ大学コロンビア校生化学講座主任教授。のち同大学名誉教授。
1959年、あらゆる劇薬などの少量投与がもたらす促進作用を指すホルミシスという言葉に遭遇。文献を調べてみると、物理的、化学的、生物的な薬剤の少量投与が促進効果を示す事例が大量に存在していることが分かったという。地上の数百倍の宇宙放射線環境内での安全性を追求する中で、適度の放射線被曝は「人体に恩恵をもたらす」可能性を発見したと主張し、1980年、放射線のホルミシスに関するものをまとめた Radiation hormesis （『放射線ホルミシス』）という仮説を発表した。なお、国際ホルミシス学会の7人の指導的科学者のひとりでもある。
1984年、ミズーリ大学コロンビア校での研究教育から引退。同年、腸内ミクロ生態学での指導力を認められて、ドイツのヘルボーン自由大学の名誉教授に推挙され、騎士の称号を与えられた。日本で度々講演をおこなっている。
2011年6月、茂木弘道との共著『放射能を怖がるな!』を出版。年間100ミリシーベルトが人間の健康に最も良い線量レベルであると主張している。更に、年間10シーベルトまでであれば、人間の健康に良いとも主張している。

## 著書
- トーマス・ラッキー 著、茂木弘道 訳『放射能を怖がるな!』日新報道、2011年。ISBN 978-4817407283。